# 瑞丽坝
瑞丽坝是云南省德宏傣族景颇族自治州瑞丽市的一个盆地，面积174.76平方千米，海拔779米，属河谷冲击坝，由瑞丽江冲击形成:232。根据中华人民共和国第二次全国土地调查，瑞丽坝面积占全市面积的20.79%，坝区耕地面积占全市耕地面积的64.25%。